# Volkach
Volkach là một đô thị thuộc huyện Kitzingen trong bang Bayern của nước Đức.

## Thư viện hình ảnh

Volkach
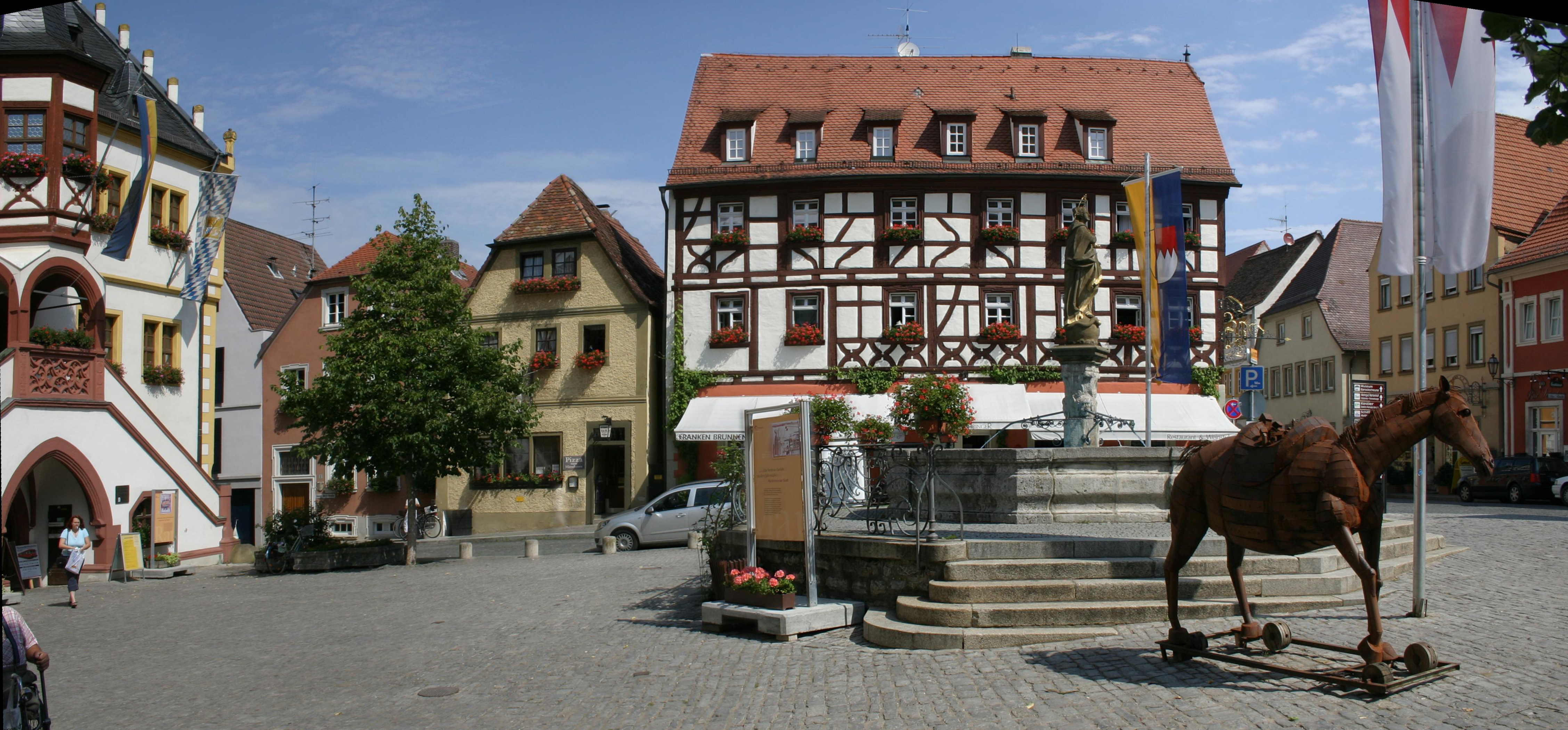
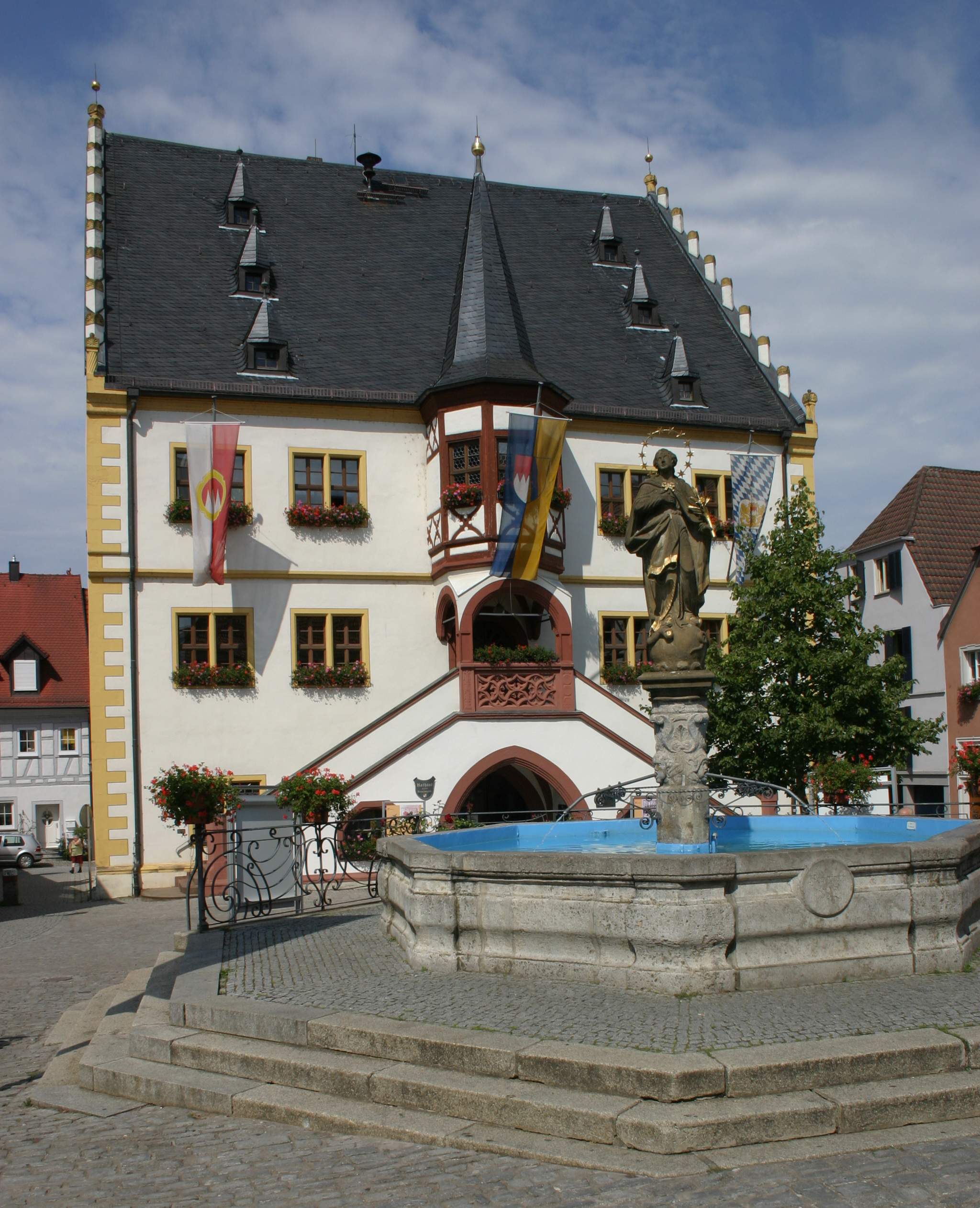
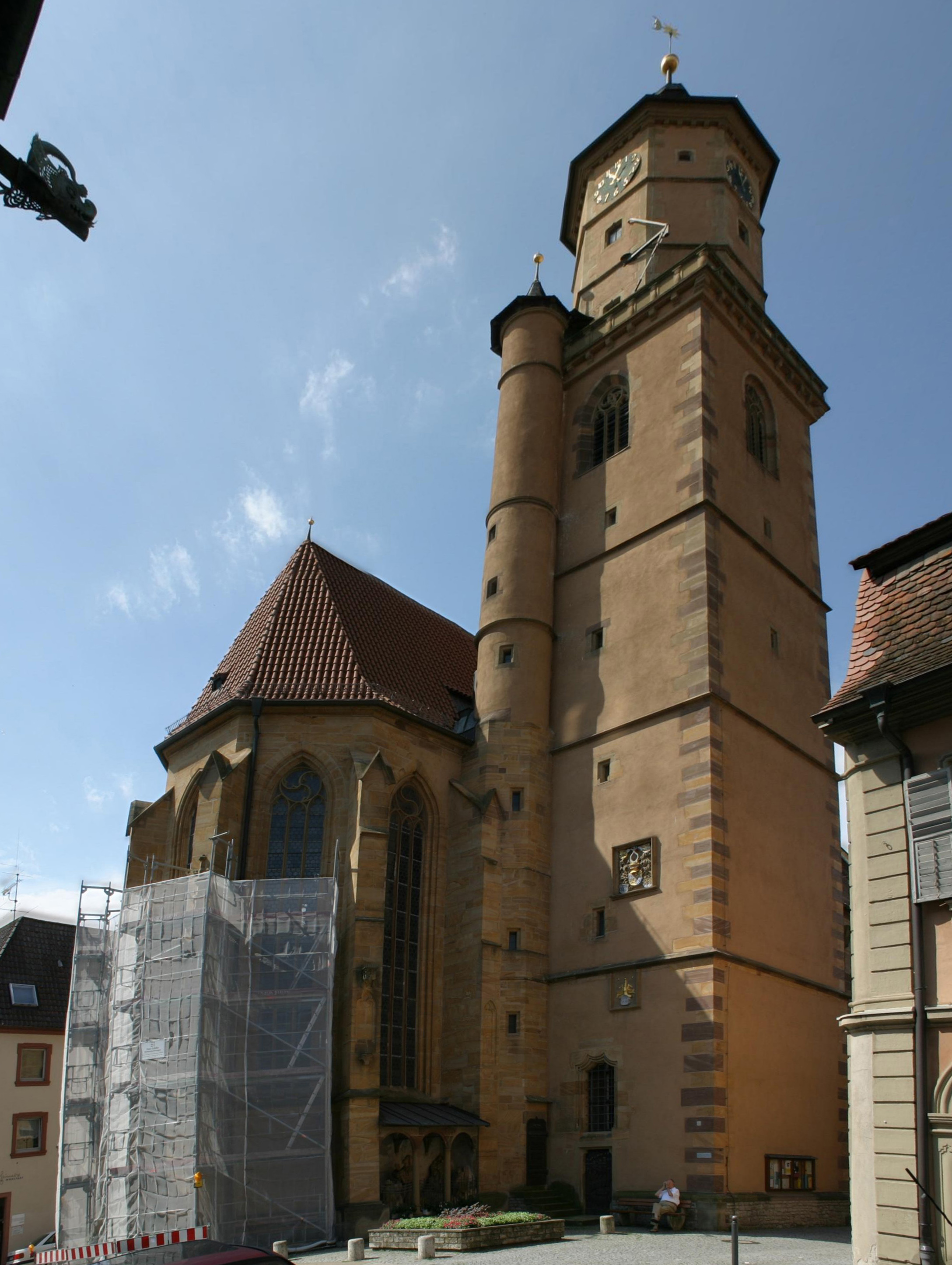
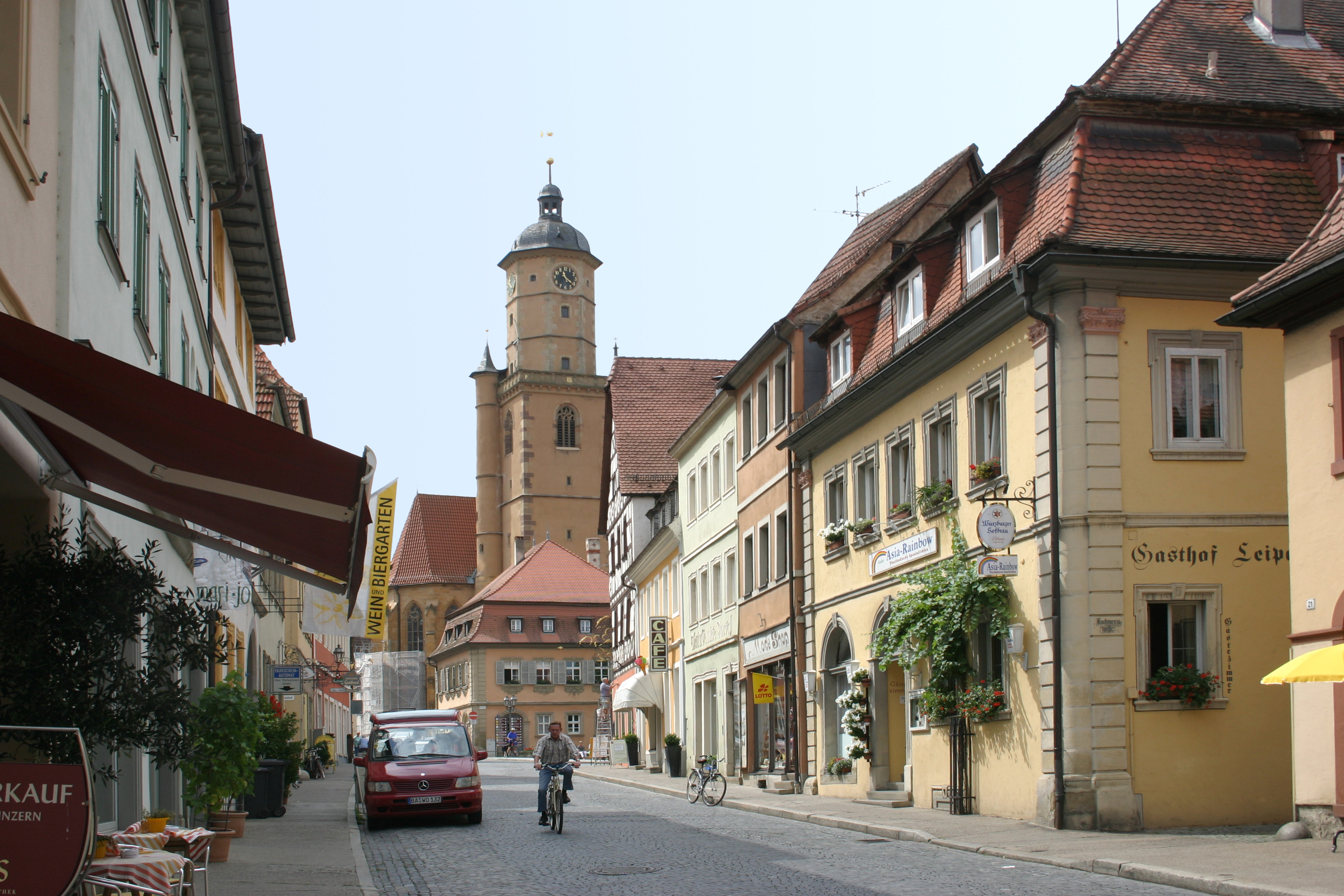
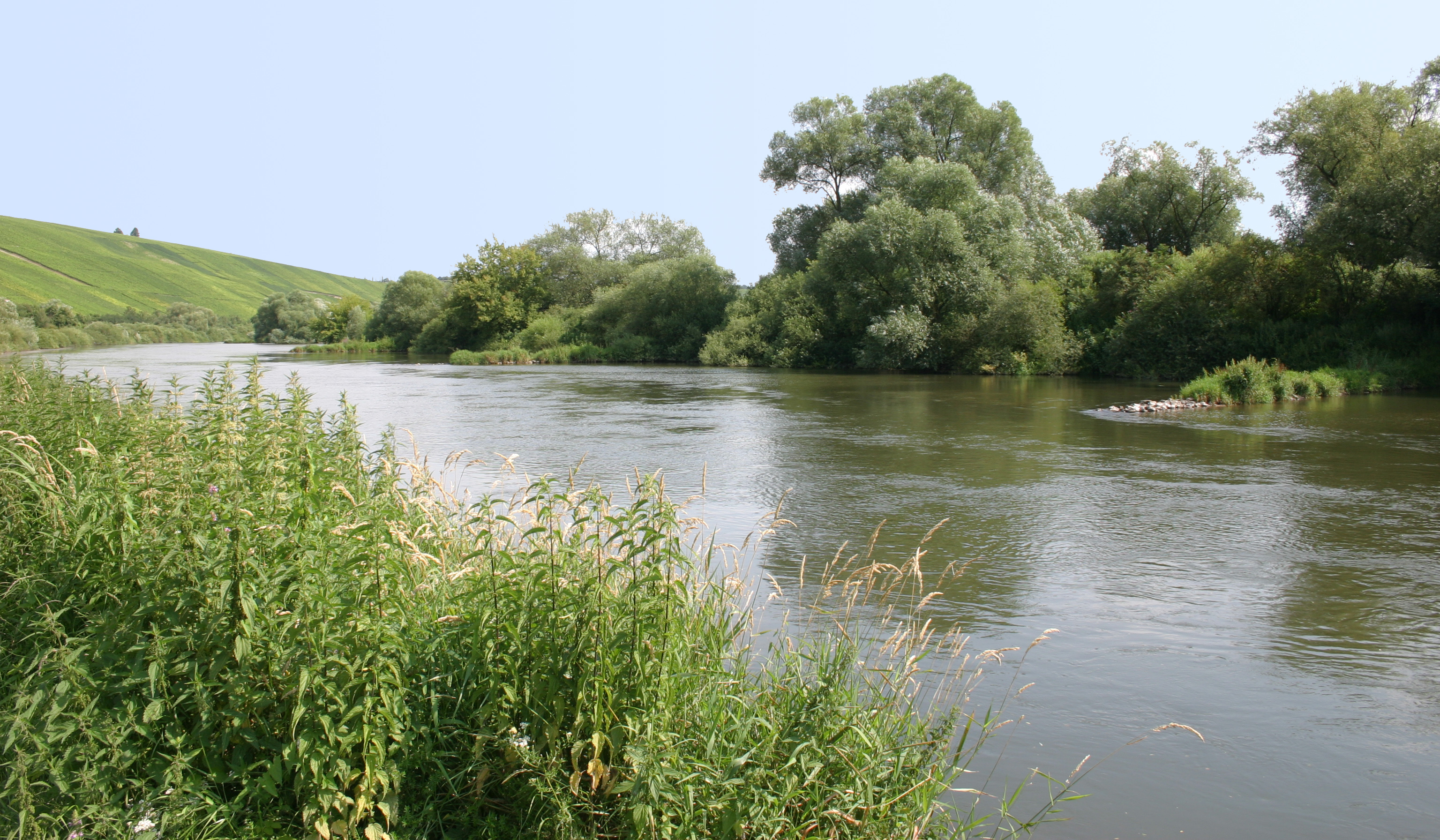
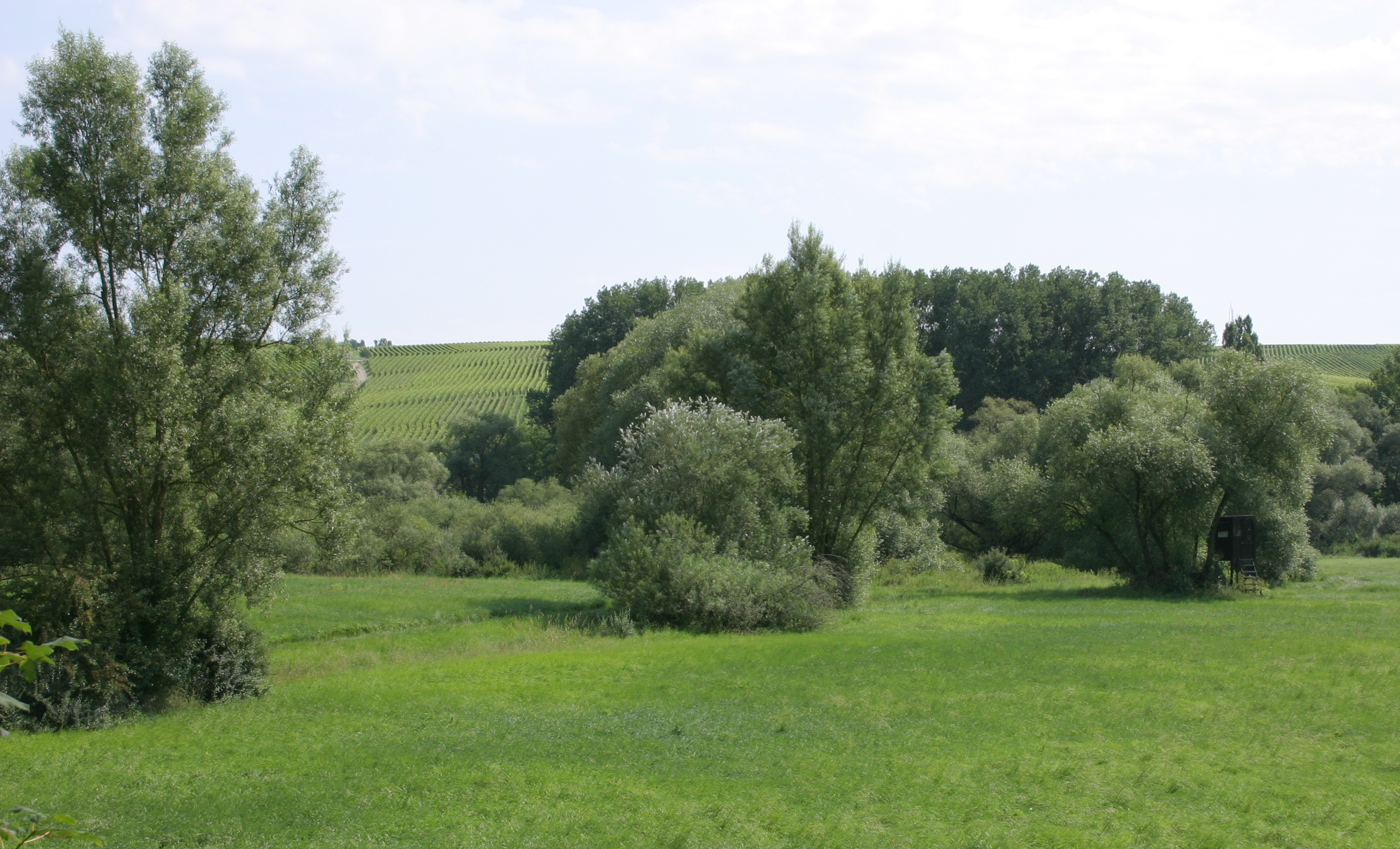
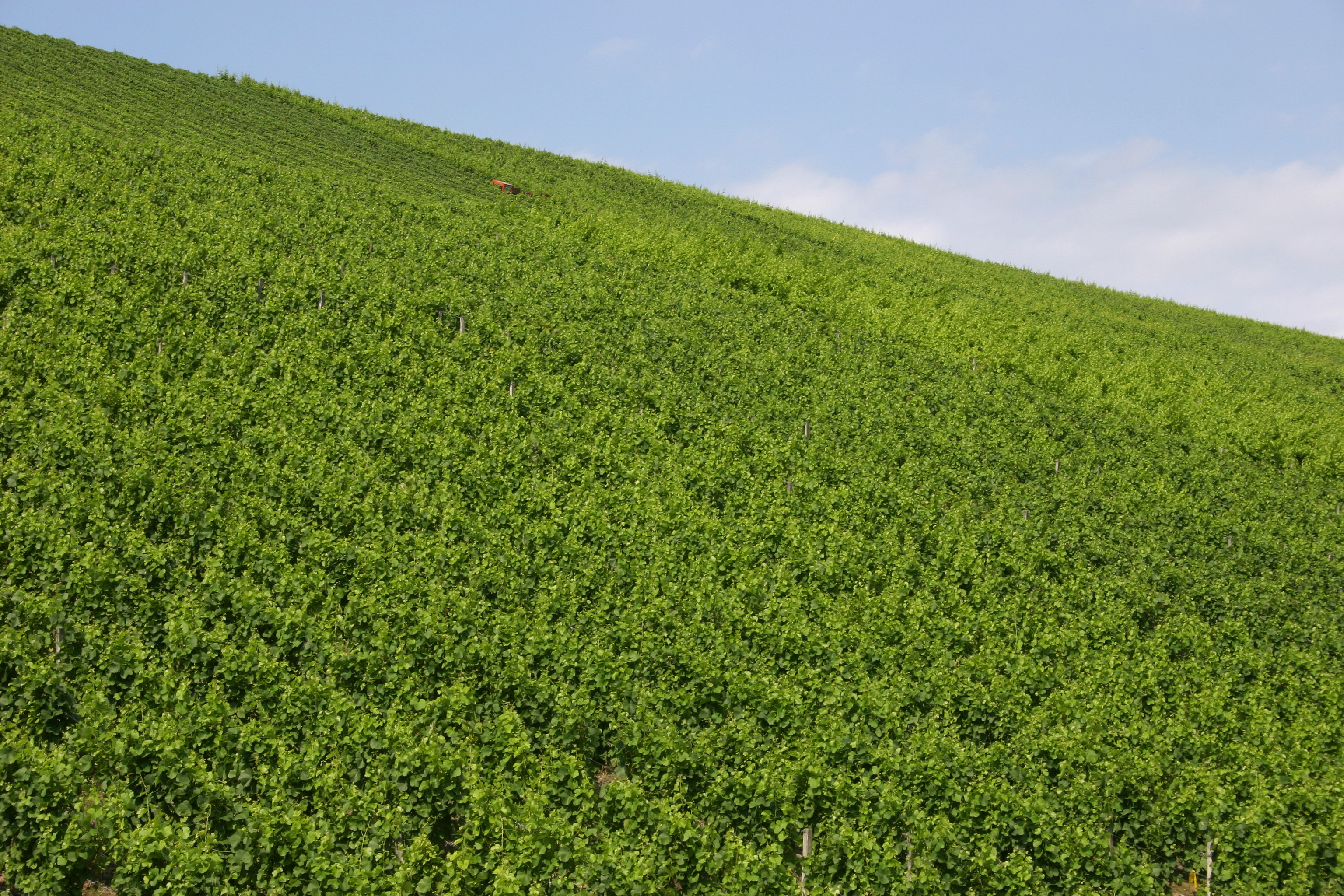
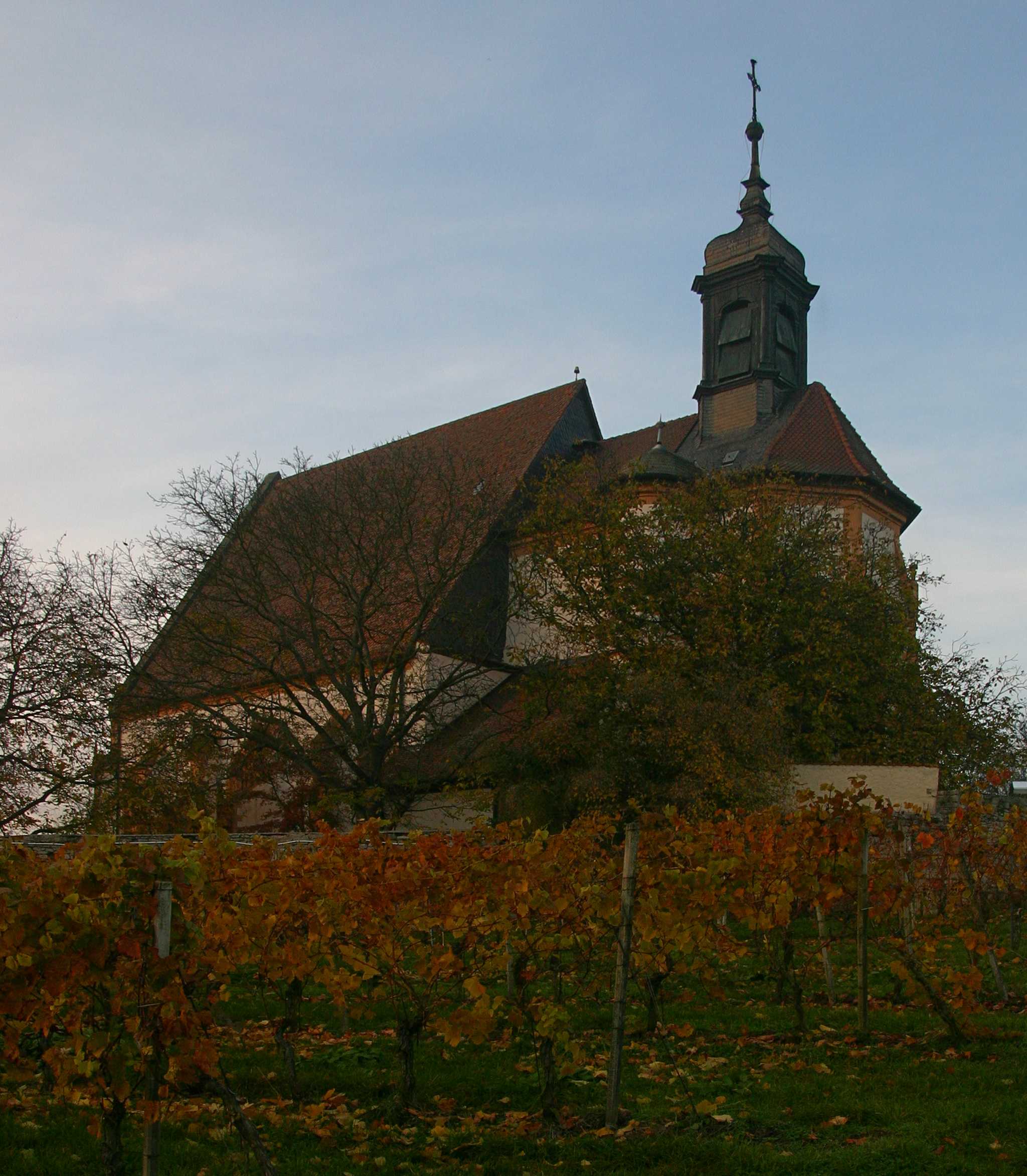
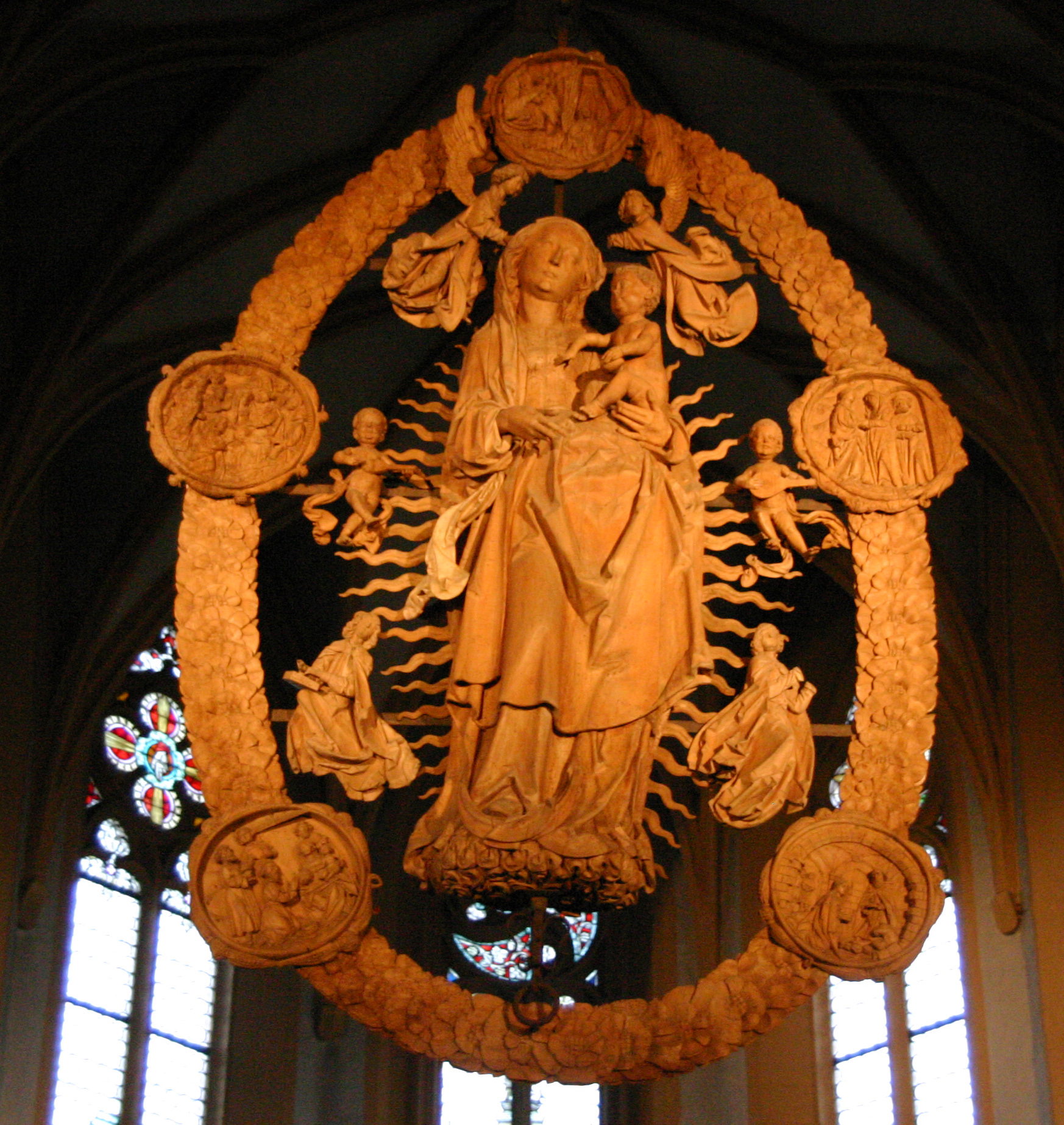
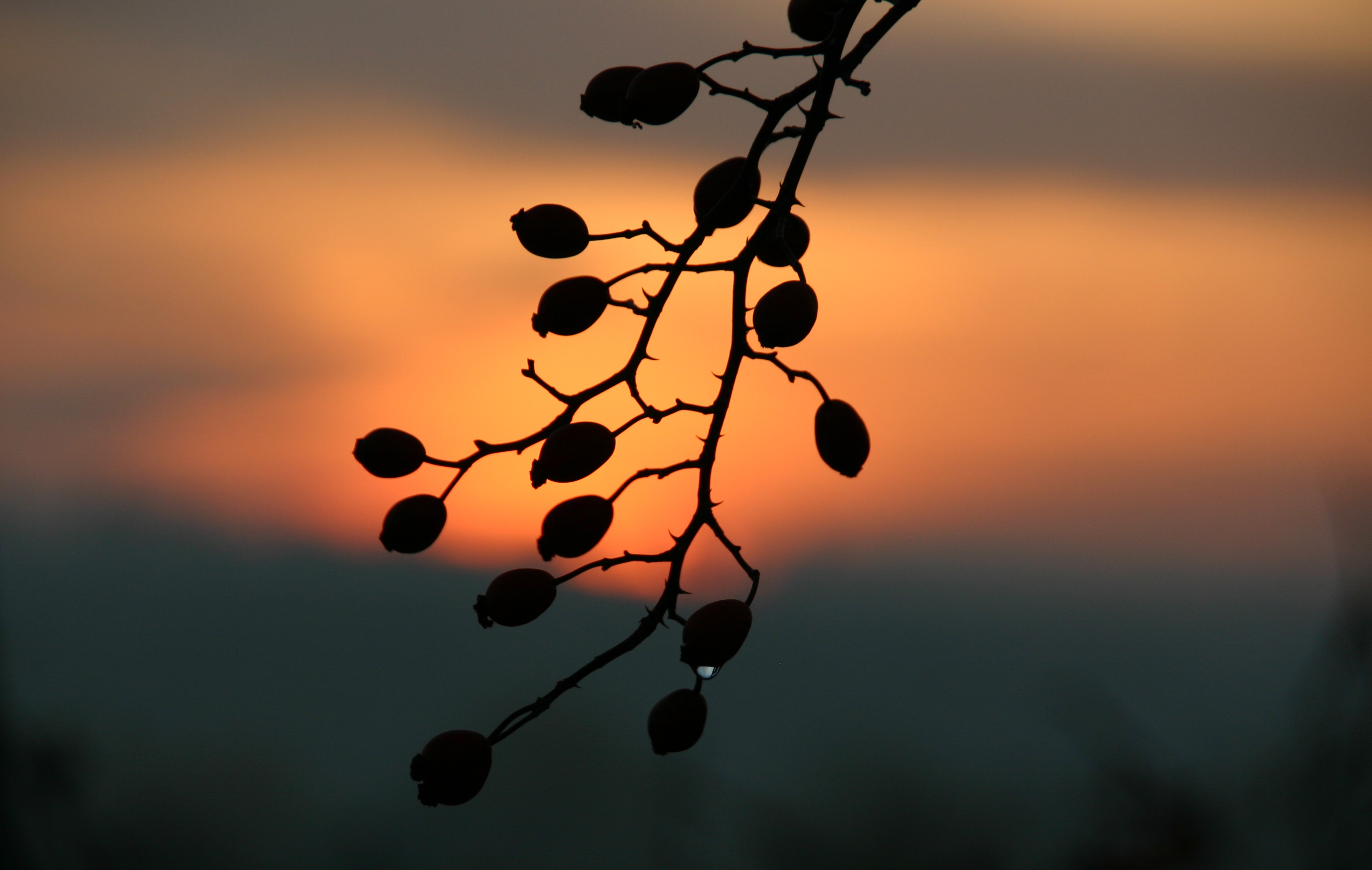